# تاريخ الملح

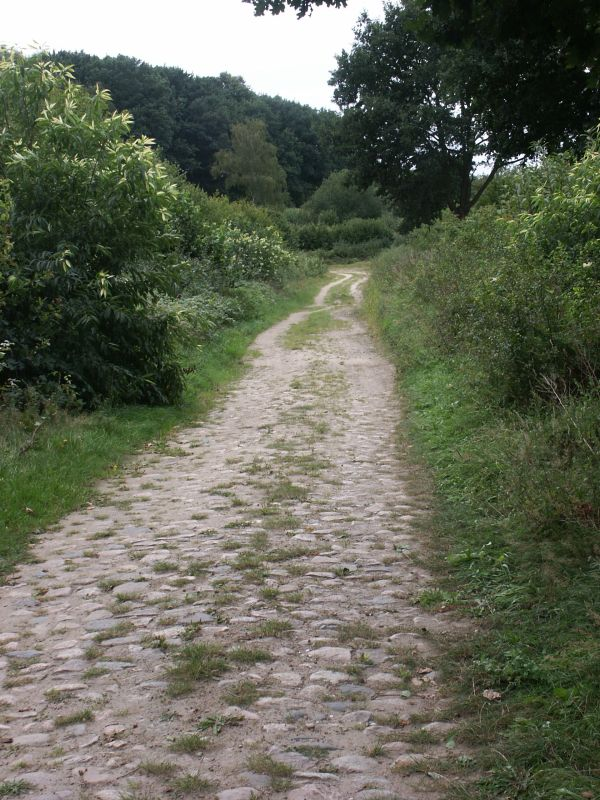
Alte Salzstraße «طريق الملح القديم» في شمال ألمانيا، مثال يُظهر أهمية نقل وتجارة الملح بالنسبة للكثير من الثقافات

عُرف استخدام الملح قديماً، حيث كان يُستعمل على مر العصور في الطهي والتجارة باعتباره «الصخرة» الوحيدة القابلة للأكل بالنسبة للإنسان. ويتم استخدامه الآن على نطاق واسع في جميع المطابخ في العالم، إما باستعماله كبهار أو كحافظ مُميز لبعض الأطعمة مثل اللحوم المقددة والسمك.
لقد كان للملح تأثير اقتصادي كبير وأحيانًا كان سببًا في وقوع أزمات اقتصادية في بعض الحضارات. يرتبط ارتباطًا وثيقًا بتاريخ المعاملات الاقتصادية في تاريخ البشرية، هناك بعض الأنشطة التي تأثرت باسمه مثل «سالاريو» بمعنى الأجر، أو أسماء بعض الطُرق قبل التاريخ مثل روت دو سل [الفرنسية] في فرنسا وفيا سالاريا في روما القديمة ومدينة ساليناس دي لينث في إسبانيا، كما اعتبروه رمزًا للخصوبة.
ويؤثر الملح على مذاق الأطعمة ويرجع الفضل في ذلك إلى أجهزة الاستشعار الخاصة الموجودة في اللسان والتي من شأنها تمييز الطعام المالح. وعادة ما يُستخدم في الطهي لتعزيز النكهات المختلفة. ويتم استخراج الملح في الأساس من خلال عملية تبخير مياه البحر أو استخراجه من بعض الصخور الغنية بمعدن كلوريد الصوديوم مثل (الهاليت). في الوقت الحاضر يُعتبر الملح مكونًا مشتركًا خصوصًا في الطعام، فمُنذ بدايات القرن العشرين تم ضبط وتحديد كمية الملح المُستهلكة خاصة بالنسبة للمرضى المصابين بضغط الدم المرتفع. ومن جهه أخرى يتم استخدام الملح في بعض المناطق كنوع من الأغذية الوظيفية حيث يُستخدم اليود للوقاية من الإصابة بتضخم الغدة الدرقية. والأهمية الاقتصادية للملح في السابق لم تبقَ كما هي حتى أواخر القرن التاسع عشر، ويرجع السبب في ذلك نسبيًا إلى ظهور الكثير من الوسائل البديلة والفعالة في حفظ الأطعمة في مجال الصناعات الغذائية الحديثة، فضلًا عن الطُرق المتطورة في استخراج الملح وتصنيعه، ونتيجة لذلك انخفض الطلب العالمي للملح، مع إنه لا زال مكونًا مُشتركاً بكونه عنصرًا أساسيًا في أي مطبخ.

## بدايات اكتشاف الملح

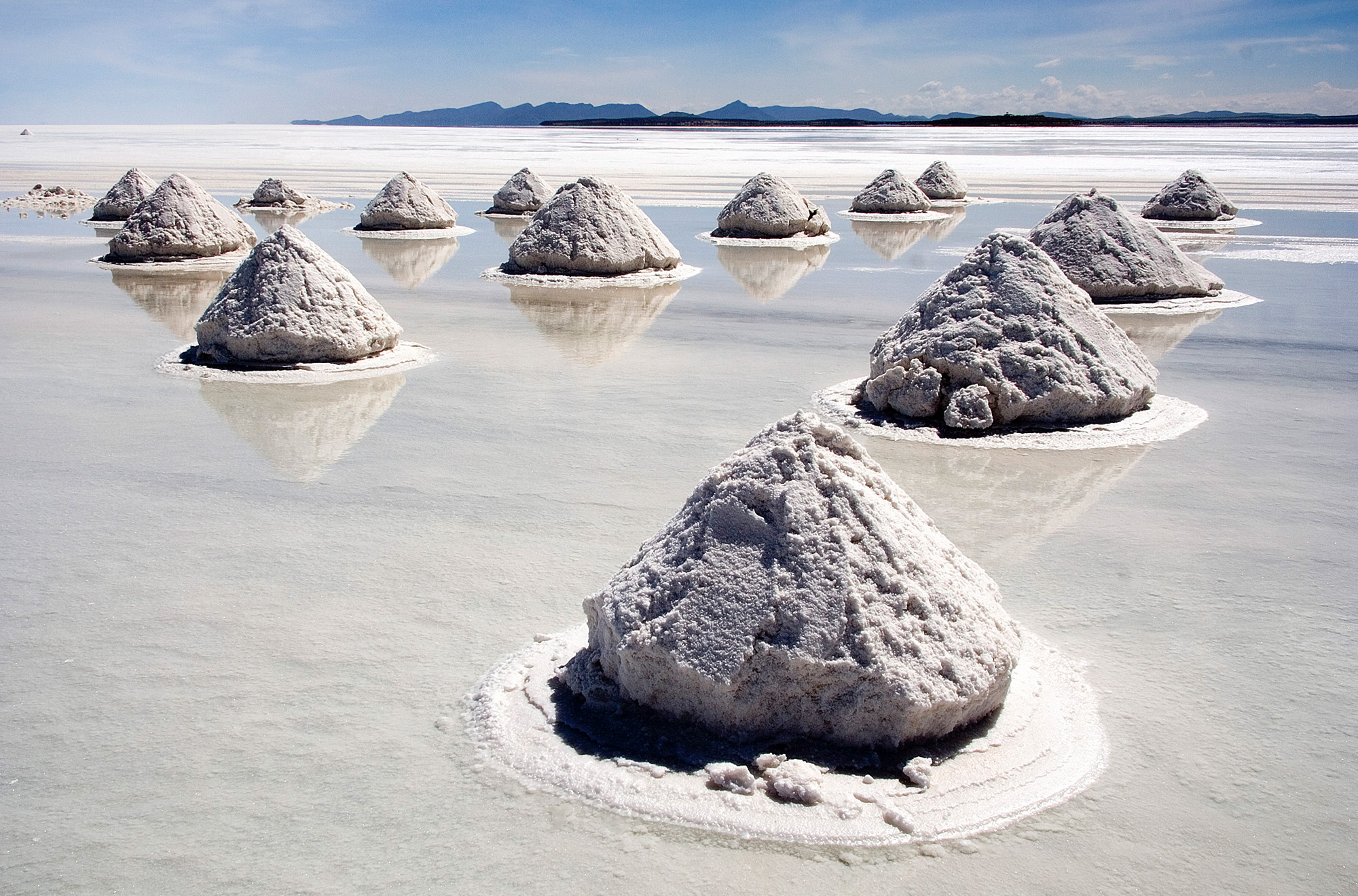
تجمعات ملحية في منطقة سالار دو أويوني في بوليفيا، وهو أكبر مصدر لإنتاج الملح في العالم، يُعتبر الملح الصخرة الوحيدة القابلة للأكل بالنسبة للإنسان

لا توجد معلومات واضحة حول المرة الأولى التي تم استخدام الملح فيها باعتباره مكونًا أساسيًا في الطعام أو كحافظ له. من الواضح أن هناك بعض الحيوانات قامت بلعق بعض الصخور المالحة بطريقة عشوائية ومن هنا انجذبت إليها، ويرى البعض أيضًا أن الأنسان البدائي قد لجأ إلى لعق بعض الصخور من أجل الحصول على طعم مالح، أو ربما اكتشف أن الأطعمة التي يغلفها الملح تكون محفوظة لمده أطول.
في الحقيقة إن استخدام الإنسان للملح قد يعود إلى أزمنة بعيدة جدًا، ويجب الإشارة إلى أن قديمًا أغلب الحضارات قد اعتبرت الملح من الأشياء الثمينة والجديرة باستخدامها في المعاملات الاقتصادية.
وفي أوروبا الوسطى هناك بعض المناجم التي تدل علي بدايات استخدام الملح منذ العصر الحديدي (ثقافه مدينة هالستات). من المُحتمل أن اكتشاف الملح جاء من خلال تسخين مياه البحر المالحة والحصول على مادة غير قابلة للتحلل أو من خلال استخراج صخور الهاليت. وفي العصر الحجري الحديث تم إنشاء بعض الطُرق التجارية التي تربط مختلف المناطق البعيدة التي تبحث عن الاستقرار، تلك الطُرق كانت مسؤولة عن توفير الطرق الآمنة لنقل البضائع بهدف تداولها بين الشعوب المختلفة، بعض هذه الطرق أصبحت فيما بعد طرقًا مُخصصة لنقل الملح مثل طريق الت سالستراب(يقع علي مسافه 100كم من ألمانيا)، والذي يربط بين مناجم الملح في لونيبورغ ولوبيك. هذه الطرق التي تم من خلالها نقل مختلف البضائع أصبحت في العصر الروماني من أهم الطرق التي يتم من خلالها نقل الملح من مراكز الإنتاج إلى أسواق الاستهلاك، مثالًا على ذلك طريق ليغوريا في فرنسا وطريق ساليناي دي بيارن.

### بداية الظهور في أسيا

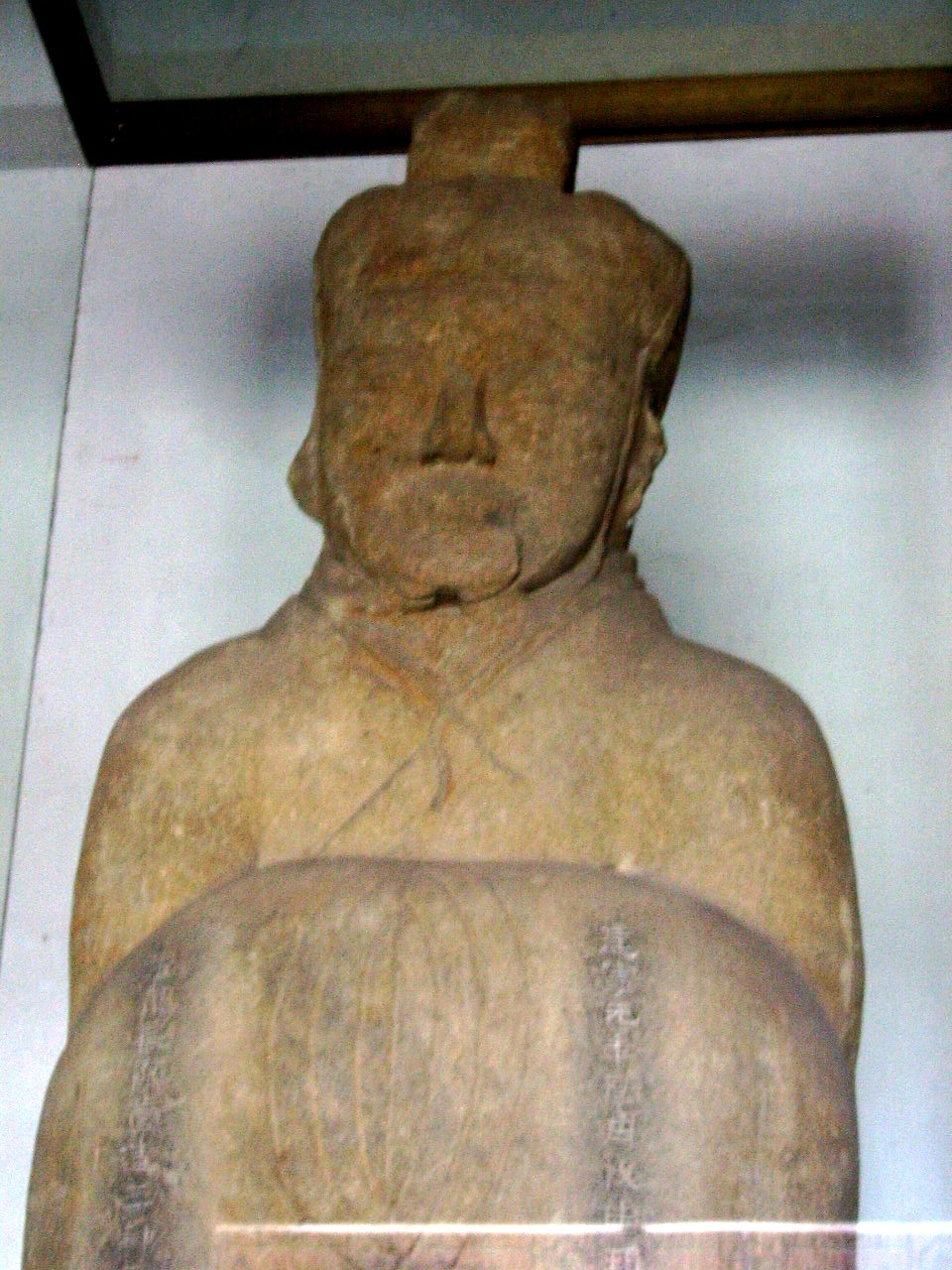
تمثال للمهندس الصيني لي بينج الذي قام بتطوير عمليات التعدين واستخراج الملح في الصين

تم العثور لأول مرة على الملح عام 2000 ق.م في القارة الآسيوية في منطقه تشونغبا(Zhongba) في وسط الصين على أول نص وصفي يوثق طريقة استخراج الملح (غالبًا من المناجم)، وكذلك استخدامه في الطهي وحفظ الطعام. ودليلًا على ذلك تُوجد بعض الأواني المصنوعة من الخزف أو خزف المُستخدمة في تخزين ونقل الملح. لقد استخدم الصينيون الملح منذ زمن بعيد في الطهي وحفظ الطعام، ومن هنا انتشر استخدامه في جميع أنحاء آسيا، في صناعة بعض أنواع الصلصات والتي أصبحت من أهم السمات المميزة للمطبخ الآسيوي، حيث أصبحت الصين واحدة من أهم الدول المنتجة للملح في العالم في القرن الحادي والعشرين.
وفي عهد الإمبراطور الصيني هوان جي دي في عام 2670ق.م. تم توثيق أول استخدام للملح في الطعام. حيث كان أول اكتشاف له في الشمال، في إقليم شانسي المليء بالجبال والبحيرات المالحة. في الصيف بعد تبخر مياه تلك البحيرات يقوم سكان المنطقة بجمع بلورات الملح المتكونة على السطح. ومن أوائل عمليات استخراج الملح التي تعود إلى زمن سلالة شيا في سنة 800 ق.م. باستخدام الآلات الهيدروليكية أو المعروفة بـمضخات المياه. حيث يتم وضع المياه داخل أوانِ مصنوعة من االفخار الصيني ويتم تسخينها فوق الحطب ومن ثَم الحصول على بلورات الملح بعد تبخر المياه. وأيضًا يظهر في هذا الوقت في الصين أول استخدام للملح في مجال تصنيع الغذاء مثل: صلصة الصويا والمصنوعة من فول الصويا المُخمر وكذلك تم تصنيع صوص السمك والذي عُرف في وقت لاحق في مناطق البحر المتوسط، بدأت عملية تصنيع فول الصويا لأول مرة في سنة 700ق.م. من قِبل الرهبان البوذيين القادمين من اليابان، وبعد نجاح هذه الصلصة تم الترويج لها كما استُخدمت مع أنواع أخرى من الخضروات وتُطبق عمليه مشابهة للطريقة المُتبعة في عمل فول الصويا مثل طريقة عمل الملفوف الصيني المخلل في مدينة زيجونج (المعروفة بمدينه الملح) وكذلك عمليه نخمير جذور الخردل. وهناك استخدامات أخرى للملح في الصين لحفظ بعض الأطعمة سريعة التلف مثل السمك والبيض، حيث يُعتبر البيض المحفوظ في الملح على الطريقة الصينية من الأطعمة التقليدية القديمة جدًا في الصين، وهذه الطريقة ساهمت في تسهيل عمليات التجارة والنقل لهذه البضائع في المناطق الداخلية آنذاك.
خلال القرن الثالث ق.م. في محافظة سيشوان كان هناك رجل يدعى لى بينغ [الإنجليزية]، كان المهندس المسؤول في حقبة الممالك المتحاربة والذي استطاع وضع نظام لاستخراج الطين المالح من الآبار المالحة التي وصل عمقها إلى ما يقرب إلى 100متر ويتم ضخ الطين باستخدام أنابيب طويلة مصنوعة من خشب الخيزران، ثم وضعها في أواني معدنية ويتم تسخينها حتى الغليان وبعد عملية التبخير يتم الحصول علي بلورات غير مُتجانسة من الملح. وجدير بالذكر أن الحرارة المستخدمة في عملية التبخير تتم من خلال استعمال الغاز الطبيعي الذي يتم استخراجه أيضًا من الأبار المالحة أثناء استخراج الملح. ذلك الملح المُستخرج خلال عملية التعدين كان يُمثل دخلًا إقتصاديًا هامًا في الدولة.
ومن جهه أخرى، تم العثور على بعض النصوص التي توضح فرض ضريبة على جميع عمليات بيع وشراء الملح. ويُسمى النص الأول الذي ذكر تلك الضرائب التجارية المفروضة اسم جوانزي [الإنجليزية], ونتيجة لتلك المعاملات انتشر احتكار الملح والذي استمر لمده 300 عام وبفضل هذه الضرائب تم تمويل جزء كبير من عمليه إنشاء سور الصين العظيم.
حيث اعتبر الملح في هذه الفترة من الأطعمة الفاخرة وليس بغريب أن نجده ضمن الوصفات المميزة في مآدب النبلاء من الطبقة الأرستقراطية، ومن هنا يتوقع ظهور أول هزازات للملح (ملاحات الطعام) على موائد الطعام. لقد استخدم المغول الملح منذ زمن سحيق، حيث كانوا يمتلكون العديد من البحيرات الملحية في جميع أنحاء إمبراطوريتهم المُترامية الأطراف والتي تمد رعاياهم بالكميات الكافيه من الملح، في هذه المناطق يتم صناعة نوع من الشاي التقليدي المصنوع من صخور الملح المفتتة.

### جنوب شرق آسيا والهند

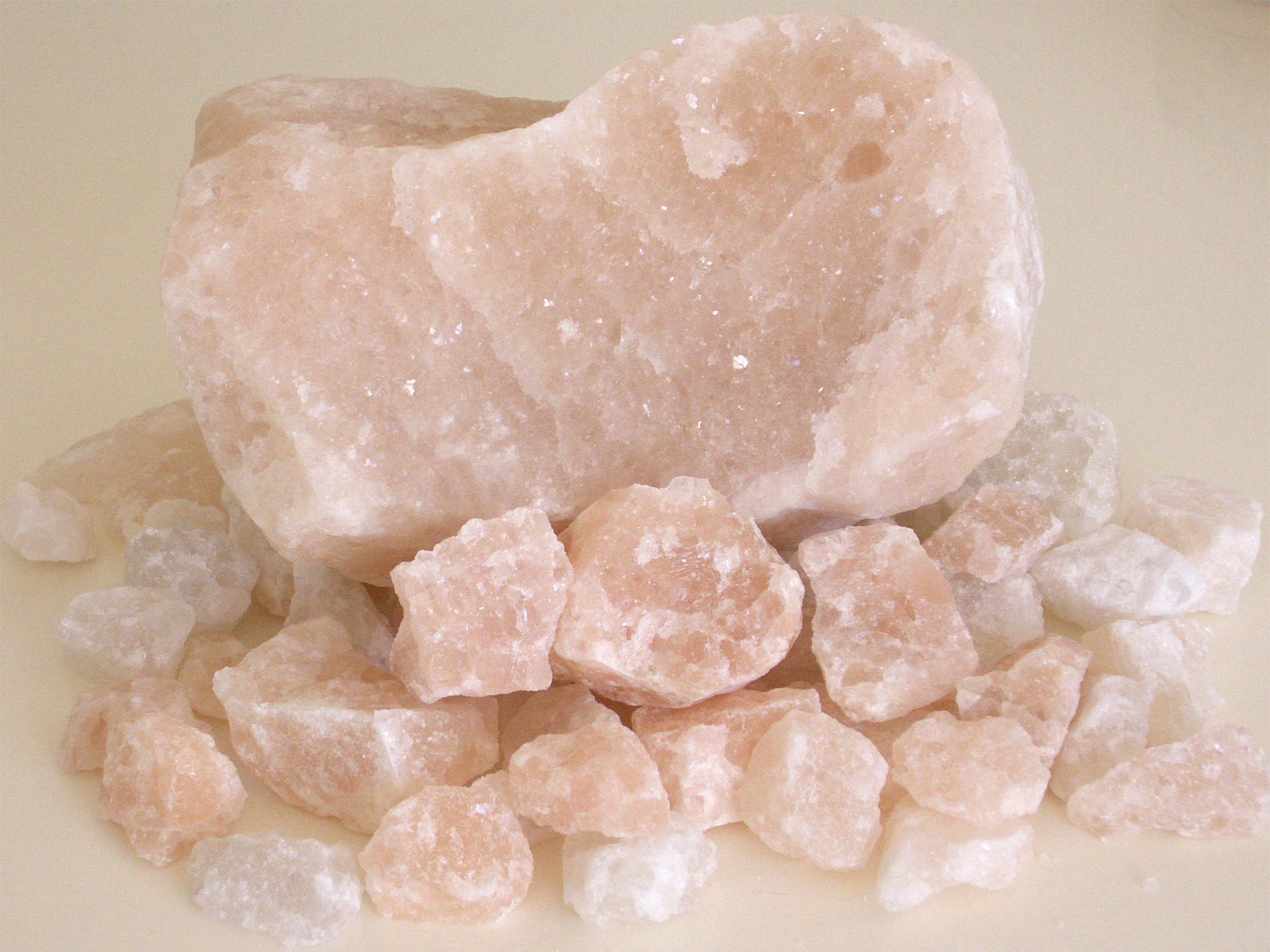
قطع من صخور الملح الكريسالي ورديه اللون مُستخرجه من منغوليا

لقد لاقت الصلصات المصنوعة من السمك المملح رواجًا كبيرًا في الصين والفضل يرجع في ذلك إلى الملح ومن ثَم أصبحت لها شعبية كبيرة في مختلف الأكلات الآسيوية. فنجد في تايلند صلصة النام بلا، وفي الفلبين تُصنع صلصة الباجونجو، وفي فيتنام صلصة النوك شام [الإنجليزية] المُستخدمه في احتفالات أعياد الميلاد. هناك العديد من الصلصات المماثلة في طريقة تحضيرها وحازت علي نفس درجة شعبيتها مثل: عجينه الروبيان الأسيويه، والتي تتم بنفس طريقه صلصة السمك. عندما وصلت قوات الاستعمار الفرنسية إلى فيتنام في القرن التاسع عشر وشاهدوا الشعب الفيتنامي يتناول النوك شام [الإنجليزية] ادعوا أنهم يأكلون سمكًا فاسدًا، غافلين عن هذه التقاليد الساحلية المُشابهة في سواحل روما المطلة على البحر المتوسط.
أما عن المطبخ الياباني، فعادةً لا يُسرفون في استخدامهم للملح ويرجع ذلك لصعوبة استخراجه، ومع ذلك يتم استخدامه في بعض الأنواع مثل التيمبورا والياكيتوري، كما يُستخدم في صناعة بعض المخللات التقليدية بجانب الطحالب. الشيوياكي هو طريقة يابانية لطهي السمك مع إضافة كمية وفيرة من الملح، وبهذه الطريقة فإن استخدام اليابانيين للملح يُعتبر مُلائم لإنتاجه المحلي، فطبيعة المناخ في اليابان تكون رطبة ولذلك فإن عمليه تبخير مياه البحر تقوم على التسخين حيث أن الاعتماد على استخراج الملح فقط من خلال عملية التعدين غير فعال نظرًا لقلة النشاط التعديني في هذه الجُزر.
وفي الهند تمتلك مخزون من الملح الصخري في ولاية بنجاب، ومع ذلك، فالهنود يفضلون تبخير مياه البحر عن طريق الشمس فضلًا عن الوسائل الأخرى المُتبعة. وفي الوقت الحاضر ظهر استخدام الملح بألوان مختلفة مثل الملح الأسود والذي يُعد سمة مميزة لهذه المنطقة. وهناك أيضًا مناطق أخرى مُنتجة للملح على سبيل المثال ولاية أوديشا، حيث يُوجد بعض مناجم الملح تُسمى كالاريس وتشتهر بإنتاجها العالي الجودة من الملح. وعندما وصل المستعمرون البريطانيون إلى الهند (والتي أصبحت فيما بعد مستعمرة بريطانية)، فقد استولوا على ولاية أوديشا وأسواق الملح وأصبحت حكرًا لهم،  وسُرعان ما أصبح الملح رمزًا اقتصاديًا قويًا لبريطانيا في الهند، وحتى عام 1930 عندما قام غاندي باحتجاجه الشهير المعروف بـمسيرة الملح، مطالبين برفع الضرائب عن الملح وترتب على ذلك بعد عدة سنوات سقوط الاستعمار البريطاني في الهند.

### ظهور الملح في الشرق

#### مصر القديمة

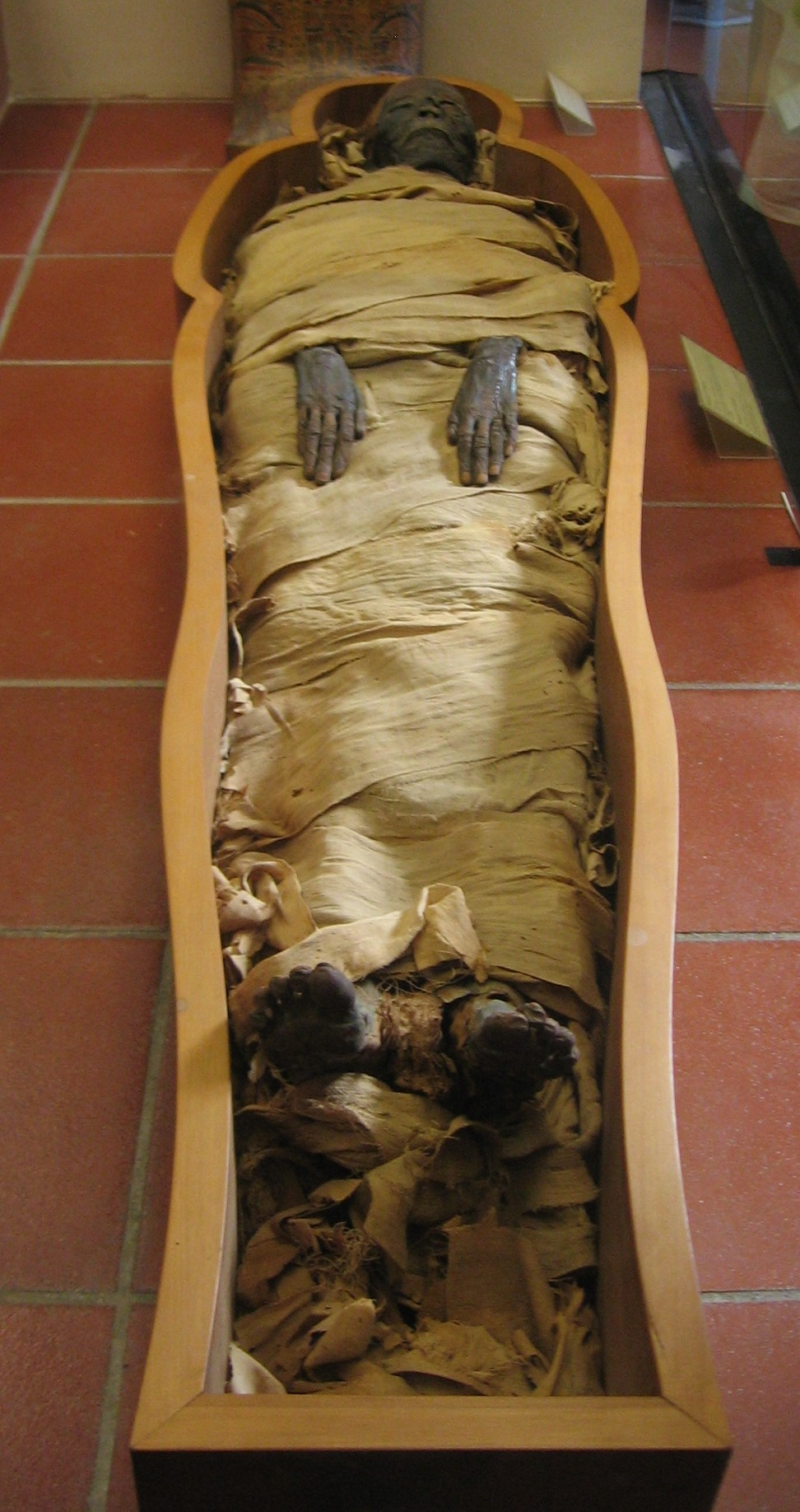
صورة لمومياء مصرية مُحنطة موجودة في متحف الفاتيكان

تم العثور في صحاري مصر قديمًا علي بعض المومياوات المحفوظة في الرمال المالحة (تتكون من مزيج من الملح والنترون) والتي يعود تاريخها لعام3000ق.م. وهذا وإن دل على معرفة فوائد الملح في الحفظ قديمًا منذ عهد الفراعنة. ومع ذلك، يرى بعض المؤرخين أن قدماء المصريين قد اقتصر استخدامهم للملح فقط في عمليات التحنيط كمادة مجففة وخاصة في المراحل الأولى من إجرائها، كما عُرفت أيضاً استخدامات أخرى للملح في الطهي وفي الطقوس الدينية والمراسم الجنائزية، ومن الاستخدامات المعروفة للملح في الطهي هناك صلصة قوامها الملح والخل والثوم والتي استخدمها الرومان فيما بعد، كما استُخدم الملح في صناعة نوع من النبيذ المصنوع من الرمان.
يُعتبر قدماء المصريين أول من حفظوا اللحوم بالملح مُنتجين بذلك أول أنواع اللحم المقدد. وبذلك يعتقد البعض أنها من أوائل الثقافات التي عرفت اللحوم والأسماك النيلية المملحة، فهم أول من أعد البطارخ المملحة، وهو طبق شهير في المدن المطلة على البحر المتوسط. وهم أيضًا أول من تناولوا ثمار الزيتون المنقوعة في الماء والكثير من الملح. بلينيوس الأكبر في كتابة التاريخ الطبيعي يسرد فيه بعض التفاصيل عن كيفية اكتشاف الملك بطليموس الثاني الملح في بعض الصحاري القريبة من الفرما. ومن جهة أخرى، كان الفراعنة يحصلون على الملح من بعض الملاحات الشمسية القريبة من دلتا النيل، بالإضافة للتجارة القائمة بينهم وبين مدن البحر المتوسط لا سيما بين ليبيا وإثيوبيا. حيث تعددت أنواع الملح لدى المصريين القدماء مثل ملح الشمال والملح الأحمر المُستخرج من مدينة منفيس، حيث اشتهر الفراعنة بخبرتهم في تصدير المواد الغذائية مثل:العدس والقمح، ويرجع ذلك لاستخدامهم بعض التقنيات لحفظ الأطعمة مما ترتب عليه زيادة أنواع السلع الغذائية المصدرة مما يعود بالنفع أيضًا على التجار المصريين. وهذا هو سبب تفوق المصريين القدماء باعتبارهم أول من صدروا السمك المملح قديمًا، ونتيجة لاستهلاك المصريين الزائد للأطعمة المملحة جعلهم أيضًا مستوردين للملح مما عاد عليهم بمنافع اقتصادية كبيرة.
ولازالت هذه الطُرق التجارية موجودة حتى الآن ويتم استخدامها في نقل حاويات الملح مثل طرق يُسمى ازالاي وتعني باللغة المصرية القديمة (قوافل الملح)، وهذا الطريق الذي يمر بـالصحراء الكبرى، كان التجار ينقلون عبره كميات كبيرة من الملح بواسطة الجمال إلى العديد من المُدن المُطلة على البحر المتوسط وشمال أفريقيا، وفي عام 1960 تم تصدير عبر هذا الطريق ما يقرب من 15,000 طن من الملح.

#### الإمبراطورية الرومانية

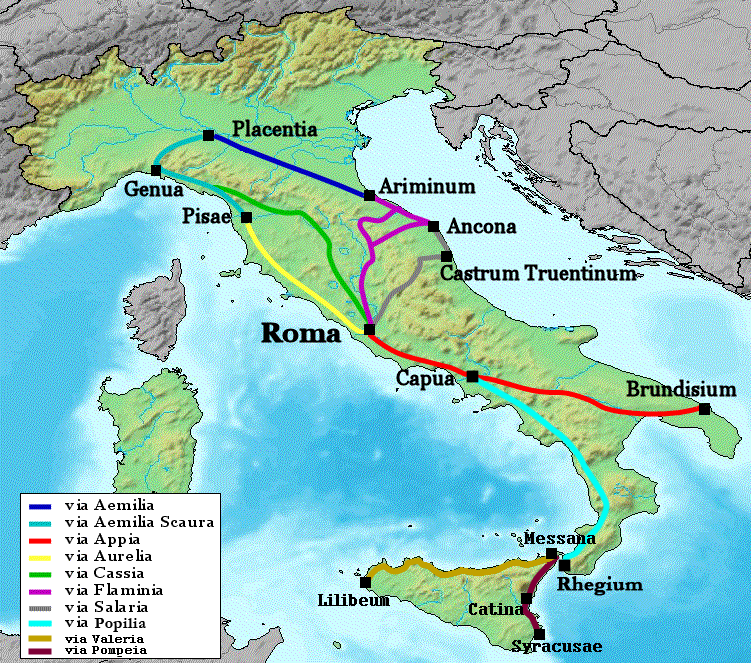
خريطة توضيحية لمسارات طُرق تجاره الملح في العصر الروماني

في أوروبا كان الملح يُستخرج من مناجم هالين (وتعني الملح) وهي مدينة تقع بالقرب من سالزبورغ (ومعناها أيضًا مدينة الملح)، يُعد هذا من أوائل إسهامات أوروبا في تجارة الملح.
وتُعتبر شعوب الكلت من أوائل الثقافات في عصر الرومان التي عرفت استخدام الملح في الطهي وحفظ الطعام، بالإضافة لاستخدامه في صنع اللحوم المقددة. ونتيجة للزحف الروماني ولخضوع هذه الشعوب للحكم الروماني انتقلت معرفة استخدام الملح إليهم تدريجيًا. ومنذ اللحظات الأولى في الإمبراطورية الرومانية أصدر الحُكام قوانين تثبت أحقية امتلاك كل فرد لحصة محددة من الملح (ومن هنا جاء مفهوم تحديد نسبة امتلاك الملح). العهد الروماني لم يقتصر فقط على تجارة الملح، خلافًا لما حدث في الصين في هذه الفترة، بل بالعكس ظهرت أهمية الملح عند الرومان في أنه غالبًا ما كان يتوقف بناء بعض المدن الرومانية أو هجرها اعتمادًا علي قربها من مناجم الملح. وفي وقت لاحق تم تأسيس البنية التحتية لنقل وتجارة الملح في جميع أنحاء أوروبا، وبعض أسماء هذه الطُرق الهامة مرتبطة بأسماء أخرى للأنشطة التجارية المتعلقة بإنتاج وتجارة الملح مثل طريق فيا سالاريا. في هذا العصر كان الملح ضروريا جدًا بالنسبة للجنود والمُحاربين وكذلك الخيول، وفي بعض الأحيان كان الجنود يتقاضون رواتبهم ملحًا ومن هنا يأتي أصل كلمة سالاريو) بمعنى مُرتب، ومن جهة أخرى يرجع أصل كلمه محارب (سولدادو) في اللغة القشتالية أو الإسبانية تأتي من كلمة (سولد) الفرنسية والتي تعني يدفع. اشتغل الرومان بتجارة الملح عبر البحر المتوسط حيث قاموا بإنشاء الموانئ البحرية مثل الموجودة في أوستيا أنتيكا وأفسس في ميناء بأورمو وكذلك فالاسارنا واكيليا.
ومن عادات الرومان أنهم كانوا يضعون كميات كبيرة من الملح في الأطباق التي تحتوي على أنواع عديدة من الخضروات لتعزيز المذاق الحمضي لها ومن هنا يأتي أصل كلمة السلطة انسالادا، وعلى سبيل المثال كما أوضح كاتو الأكبر في كتابه عن الزراعة قال أن الملفوف يجب أن يؤكل مع الكثير من الملح. كما يُضاف الملح إلى النبيذ لعمل نوع من النبيذ المتبل يُسمى ديفروتوم. لقد كان استهلاك الرومان للملح مُرتفعًا حيث ذكر بلينيوس الأكبر أن معدل تناول الفرد للملح يُقدر بـ25 جرام يوميًا، مُضيفًا أن الطعام كان يُباع أيضًا في الأسواق مُمملحًا على الطريقة الرومانية، حيث تعلم الرومان من السلتين طريقة تمليح لحم الخنزير ومنتجات اللحوم الأخرى، وفقًا لِما جاء عن الجغرافي والرحالة سترابو أن لحم الخنزير المصنوع في أراضي السلت والقادم من المناطق القريبة من غابات بورغوني (منطقة فرنسية)، أحد أراضي السلتيين قديمًا، هو أفضل الأنواع عند الشعب الروماني. كما استورد الرومان لحم الخنزير المقدد من مناطق أخرى كانت قديمًا تابعة لشعب السلت مثل وستفاليا في ألمانيا. وكذلك الحال في بعض المناطق في إسبانيا التي كانت دائمًا ما تقوم بتمليح لحم الخنزير وخصوصًا الأنواع المحلية مثل الخنازير الإيبيرية. ومن جهة أخرى كان الرومان يستخدمون الملح كأسلوب انتقامي لتجريف الأراضي الزراعية لمنع الفلاحين من العودة للزراعة فيها مرة أُخرى.

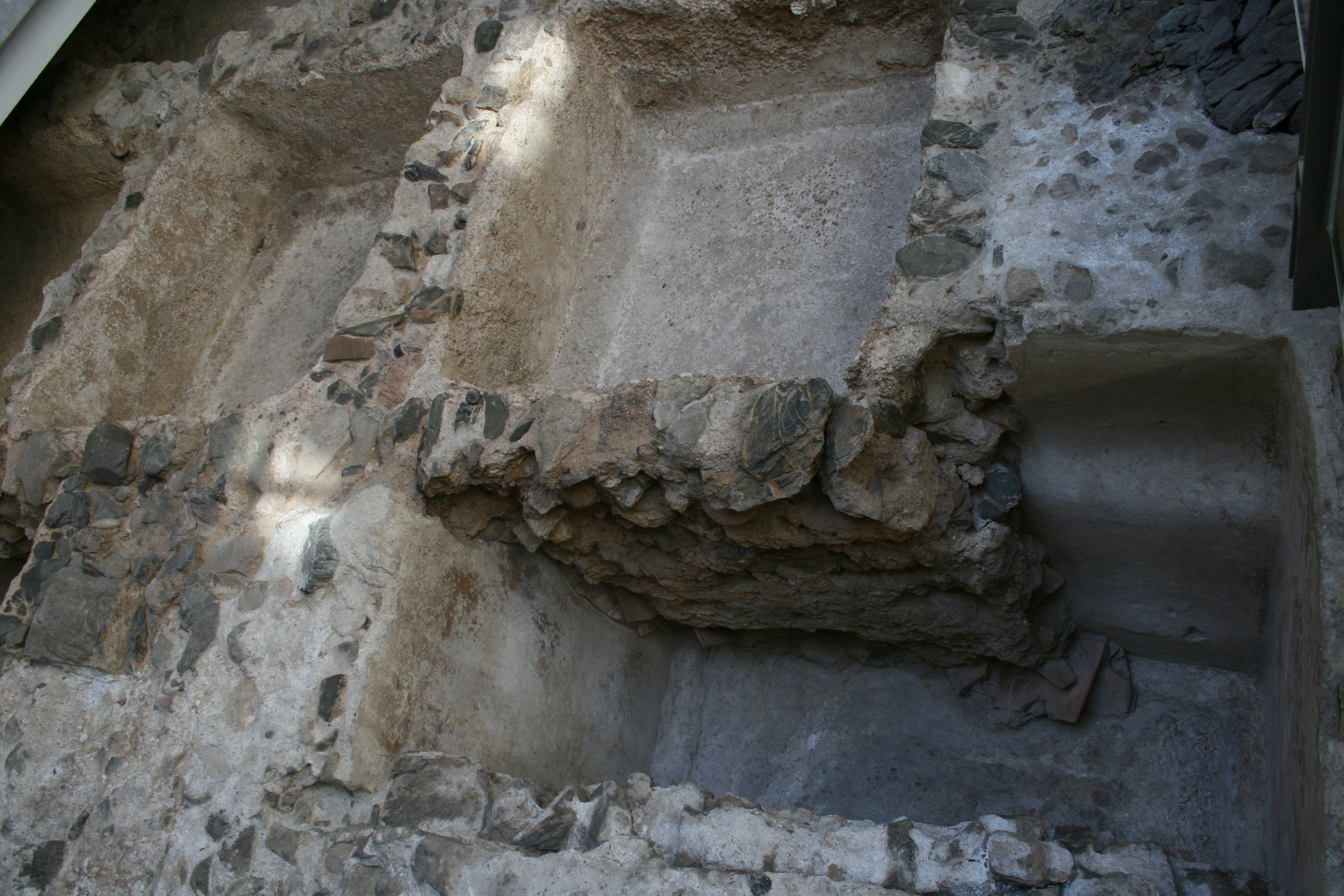
صورة لبقايا أحد مصانع صلصة الجارو في مالقه في عهد الإمبراطورية الرومانية، (هي من الصلصات الشهيرة التي تتكون من السمك وخاصة السردين وكمية كبيرة من الملح).

ومن أنواع الخضروات الأخرى التي كان يتم تمليحها كان الزيتون، حيث كان النبلاء قديمًا يتناولون الزيتون المنقوع في محلول ملحي في بداية الطعام كفاتح للشهية على الرغم من أنه كان من الأطعمة المُنتشرة بين عامة الشعب. كما كان الناس يُطلقون على الأطعمة التي تحتوي على كمية كبيرة من الملح اسم المخللات، ومن بين تلك الأطعمة المُختارة نجد صلصة الجارو والتي تتكون من نوع من صلصلة السمك المملح بكمية وفيرة من الملح، ومن أجود أنواع الجارو هو السردين والذي يُصنع من البونيتو. وكانت صلصة الجارو وبعض مُشتقاتها تُستخدم كبديل للملح في الطعام، وفي هذه الفترة انتشرت صناعة هذا النوع من الأسماك المُملحة في جميع البلدان الساحلية المُطلة على البحر المتوسط. بالإضافة لدخولها في صناعة أربعة أنواع أخرى من الصلصات مثل:الموريتوم واليكوامين والليك والالموريا، ولكن المكونات الأساسية لهذه الأنواع وطريقة صنعها الصحيحة قد اندثرت على مدار السنين ولم يتبق من معرفتها إلا القليل، ماعدا ما ورد في بعض السجلات المكتوبة، يرجع بعضها للطاهي الروماني ماركو جافيو ابيكو والتي أشارت إلى أن مناطق استخراج وتصنيع الملح كانت تُوجد بشكل عام بالقرب من مناطق صيد الأسماك.
ومن جهة أخرى فقد عثر الرومانيون أيضًا على مناجم للملح داخل أوروبا وتحديدًا في جرمانيا العليا، وكثير من هذه المناجم دُمرت أو أُغلقت بعد سقوط الإمبراطورية الرومانية. وفي بعض الأحيان تم فتح بعض هذه المناجم التي تقع بالقرب من الأديرة ودخلت حيز الإنتاج في وقت لاحق من العصور الوسطى. وحدث ذلك في مناطق مثل جبال الألب في بافاريا والنمسا. ويمكننا مُلاحظة كيفية تقدم إنتاج الملح وأهميته في الشمال. عندما وصل إلى بريطانيا وكيف تم التفرغ لإنشاء الملاحات في مدينة نانتويش ومُدن وحصون ديفا بكتريس وستوك -أون-ترينت بالملح.
وهناك العديد من المدن البريطانية والتي تنتهي أسمائها بكلمه (وتش)، ومعناها إثراء باللغة الأنجلوسكسونية، كانت مُدن مُنتجة للملح. ومدينة تشيشير تعتبر واحدة من تلك المدن البريطانية التي كان الملح شعارًا لها منذ العصر الروماني وحتى القرن التاسع عشر وقيام الثورة الصناعية.

#### أوروبا في العصور الوسطى
تركت روما بعد سقوطها عددًا كبيرًا من الملاحات التي تحوي كميات ضخمة من ملح عالي الجودة على امتداد البحر المتوسط. من أكثر المدن إنتاجًا للملح كانت مدينة البندقية التي استمرت حتى القرن الثالث عشر وتلتها مدينة جنوة. والطريقة المُتبعة حاليًا في تبخير مياه البحر ببطء في أحواض مُتتالية بفعل ثأتير أشعة الشمس والرياح قد لاقت نجاحًا كبيرًا في القرن السادس، ومن ثم زاد إنتاج الملح وسرعان ما بدأت التجارة فيه بكميات كبيرة مع بعض الموانئ الأخرى.
ومن جهة أخرى اشتهرت بعض المدن بإتقانها لبعض المنتجات الغذائية التي يكون الملح عُنصرًا أساسيًا فيها، مثل لحم الخنزير المصنوع في مدينة بارما ولحم الهام الإسباني ولحم الخنزير البايوني في مدينة بايونا، الجبن (الفرق بين الجبنه الطازجة والجبنة المحفوظة هو كمية الملح المُضافة)، وأيضًا النقانق مثل السلامي (وكلمة السلامي هنا تأتي من الكلمة اللاتينية ملح) بالإضافة إلى مخلل الملفوف والأزلسي.
منطقة ريشينهول (تقع في ولاية بافاريا بألمانيا) كانت أكبر مركز تجاري للملح تم تدميره بالكامل من قِبل أتيلا الهوني، ولكن في العصور الوسطى استعاد قوته مرة أخرى بل وأصبح مُنافسًا قويًا لـيرشتسجادن أكبر منطقة للتعدين آنذاك، حيث أصبح الملح عنصر قوة أساسي في أوروبا حتى عام 1600. وفي مملكة المجر كانت عائدات الملح حكرًا فقط للملك، حيث طُبق ذلك منذ عهد الملك ستيفن الأول ملك المجر (997-1038). وعندما نظم الجيش الملكي في المجر مسيرة احتجاج ضد القائد أخيتوني، أحد القادة المحليين بإيعاز من الملك لأنه كما تروي كتب التاريخ لم يكن مُلتزمًا دينيًا، لم يستجب للقوة الملكية وقام باحتلال المناجم التابعة للملك استيفان.
وحالياً في مدينتي زيجيد وزولنوك يوجد اثنان من أهم مراكز التخزين في ذلك الوقت حيث كان يُنقل إليهما الملح الذي تم تجميعه عبر الطريق النهري من منطقة ماروس في منطقة ترانسلفانيا، والتي تقع حاليًا في غرب رومانيا. وطبقًا لبعض المصادر التاريخية قيل أنه في العصور الوسطى كان هُناك الكثير من التجار الرومان والأترك الذين يُبحرون عبر نهر تيسا باستمرار حاملين إلى بلادهم بضائع من الملح الذي جلبوه من أراضي المجر. وبسبب فرض الضرائب الباهظة على المواطنين، قام الناس في بعض المناطق في مدينة توسكانا بعمل الخبز بدون ملح ويُسمي هذا النوع (سيوكو)، وذلك منذ عام 1100 ولا زال موجودا حتى الآن.
سيطرت دولة المرابطين على أغلب أرض الجزيرة الإيبيرية، وكان الملح مِن أهم معادن البلاد التي سيطر عليها المرابطون في أفريقيا، وكان يصدر على شكل ألواح مقطوعة تحملُها الجمال إلى بلاد السودان وغانا، وكان الحمل الواحد يُباع بعشرة مثاقيل مِن الذهب، وكان للملح أهمية في الحياة الاقتصادية، حيث كان يقطع قطعًا صغيرة يقايضون به كالذهب والفضة. وهناك منطقة كاردونا وهي واحدة من أهم مراكز إنتاج الملح في شبه الجزيرة الأيبيرية خلال العصور الوسطى، حيث زود ميناء برشلونة على مدار قرون بالملح بالإضافة لمناطق عديدة في أوروبا، وعلى وجه الخصوص ميناء جنوة. وبمرور الوقت أصبح ميناء جنوة منافسًا لميناء البندقية، حيث كانا روادًا في مجال التأمين البحري ويمتلكان قوارب كبيرة، كما تمكن بعض سكانهما من عبور المحيط الأطلسي. ونتيجة لهذه المنافسة القائمة بينهما اندلعت حرب كيودجا (1376-1381) والتي كان من ضمن أسبابها تجارة الملح في أوروبا، وانتهت أخيرًا بهيمنة ميناء البندقية على تجارة الملح في القرن الرابع عشر. مملكة بوهيميا (تقع في منطقة سيليزيا تحديدًا) من أجل التخلص من تبعيتها لبولندا بسبب الملح، دعّم الملك فرديناند الأول عام 1563 إنشاء مدينة جديدة قادرة على الإتجار في الملح، كانت المستوطنة الجديدة تُسمى (مدينة الملح الجديدة) أو (Zum Neuen Saltze) بالألمانية وفي الحاضر هي مدينة نوا سول.
بدأت الأمم المتحدة في الشمال التجارة بالملح بسبب الحاجة لحفظ الأطعمة خاصة الأسماك، ومنها إيرلندا، في عقد التبادل التجاري بينها وبين ميناء كرواسيك [الإنجليزية] في فرنسا. في بعض الحالات كان الملح يُستخدم في حفظ الأطعمة سريعة التلف مثل الزبد وبهذه الطريقة نتجنب تغير طعمها، وهناك أيضًا بعض المنتجات الغذائية في الوقت الحاضر مثل لحم بقر محفوظ في الملح الذي استمر بفضل هذه الطريقة حتى الآن. وسرعان ما عُرفت طريقة تمليح الأسماك والتي سهلت على البحارة السفر إلى مناطق بعيدة. ومعرفة هذه الطريقة تطورت أكثر في فترة الاستعمار الأوروبي حتى يتمكنوا من الحفاظ على الطعام في حالة جيدة أطول فترة مُمكنة.

### عصر النهضة
في مطلع القرن السادس عشر ذاع صيت بعض النحاتين مثل بنفينوتو سيليني الذي اشتهر بتصميمه لبعض هزازات الملح المصنوعة من الذهب وبها بعض النقوش لإله البحار نبتون. كان أغلب إنتاج الملح القادم من وسط أوروبا تحت تصرف آل هابسبورغ الذين كانوا يسيطرون على أغلبية المناجم هناك وبذلك أصبحوا محتكرين لتجارة الملح آنذاك. وهناك بعض المناجم التي خُصص إنتاجها لتزويد المناطق الفقيرة بالملح كما هو الحال في بولندا في مناجم جبال ويليكزيكا (القريبة من بوهيميا). وفي منطقة ألزاس يحظى الملفوف المملح بشعبية كبيرة امتدت إلى بولندا (البيجوهو الطبق الشعبي في بولندا ويتكون من الملفوف المخلل واللحم) ووصل أيضاً إلى روسيا. وفي ليتوانا هناك طريقة مقدسة لحفظ وحماية الخضروات بالملح، هذه الطريقة المميزة تُسمى ("'Roguszys)أو روجوسيز.
وفي القرن السابع عشر حظيت الأنشوجة بشعبية كبيرة جدًا في إنجلترا حيث استخدموها مفتتة مثل البهارات لعمل نوع معين من الصلصة، حيث أن الأنشوجة المملحة لاقت رواجًا كبيرا في أوروبا، وكان هذا النوع من الصلصة معروف قديمًا باسم katchp أو catchup (الكاتشب). وتأتي كلمة (كاتشب) مُستمدة من اسم الصلصة المصنوعة من السمك وفول الصويا وتُسمى كيكب ايكان، وهو اسم لبعض الصلصات الإندونيسية تحمل نفس الاسم صلصة الصويا (وهي تًنطق في إندونسيا ككلمة كاتشب). هذه الصلصة كانت تُستخدم في المطبخ الإنجليزي منذ القرن السابع عشر وقبل ذلك كانت موجودة بالفعل أيضًا في مدن البحر المتوسط المعروفة باسم صلصة الجارو. وفي الولايات المتحدة تغيرت صلصة الكاتشب الإنجليزية بعد إضافة صلصة الطماطم إليها، وبمرور الوقت تحولت تدريجيًا من كونها صلصة مالحة إلى صلصة مُختلفة تمامًا ذات مذاق لاذع أو شبه حلو.
أدت الضرائب التي فرضها النظام الفرنسي القديم على الملح والمعروفة باسم الجباية إلى انتشار أعمال الشغب والتمرد في جميع أنحاء البلاد. وهذه الضريبة كانت تنُص على أن كل شخص يبلغ عمره ما فوق الثمانية أعوام عليه أن يدفع مسبقًا قيمة استهلاك سبعة كيلوجرامات من الملح طبقًا لما حدده الملك. وأطلقوا على هذه الضريبة (الملح الواجب)، حيث يعود تاريخ الملاحات الملكية ارك اى سينانس [الإنجليزية]. وفي عام 1790، أعلن المجلس القومي أن ضريبة الملح هذه «مبغوضة» لدى الشعب وألغوا تطبيقها. ولكن بعد سنوات لاحقة رجع نابليون بونابرت وأعاد فرضها.
وفي أماكن مختلفة من العالم انتشر الحديث عن الملح، وعلى سبيل المثال في إسبانيا ألّف الكاتب والمؤرخ برناردينو جوميز مياديس عام 1579 كتاب من ثلاثه أجزاء يُسمى (Comentarios acerca de la sal) أو (آراء حول الملح). هذا الكتاب يدور حول نقاش أو خطاب بين مجموعة من الشخصيات الخيالية مثل كينتانا (الذي يستهلك الكثير من الملح) ومتروفيلو (المعارض لاستخدام الملح) موضحاً للقارئ الشكوك والآراء المختلفة عن تناوله.
وفي أوروبا قام بعض الكيميائيين مثل جون رودولف غلوبير بمعالجة الملح وتكريره إلى درجة نقاء عالية، وأطلقوا عليه اسم الملح النقي، وبهذه التركيبة السرية استطاع أن يبيعه وهو ما عاد عليه بالكثير من الربح. في إسبانيا ما بين عامي 1631 و1634 اندلعت في مقاطعة بيسكاس العديد من أعمال الشغب المعروفة ب (تمرد الملح)، وكان سبب هذه الثورة الصراع الاقتصادي حول زيادة أسعار الملح المخزون في المقاطعة.

## الملح في الأمريكتين
تنعكس أهمية الملح في الأمريكتين من خلال بعض المقدسات في الثقافة الهندية التي تُعبر عن تقديرها للملح. جدير بالذكر أن تاريخ الملح في أمريكا حافل بالكثير من الحروب من أجل السيطرة على إنتاجه، حتى قبل وصول المستعمرين الأوروبيين إلى هناك. حيث أن احتلال الأوروبين للأراضي الأمريكية لم يغير فقط من نظام توزيع تجارة الملح في البلاد، بل أدى كذلك إلى زيادة الطلب عليه وتصنيعه.

### أمريكا الشمالية
جذب انتباه الفاتح الإسباني إرناندو دي سوتو خلال رحلته عبر نهر الميسيسيبي عام 1541 أن قبائل الهنود الحمر كانوا يجمعون الملح على طول النهر. وعند وصول الإنجليز إلى مدينة نيوفاوندلاند في أمريكا الشمالية شرعوا في صيد سمك القد مما أثر على الطلب المحلي هناك، حيث عمل البحارة الإنجليز على استغلال مجموعة كبيرة من الملح والسمك في الأسواق إما عبر الطُرق الدبلوماسية أو عن طريق الحروب. ومن جهة أخرى كانت البرتغال في تلك الفترة تمتلك كمية كبيرة من الملح والسمك ولكنها كانت في حاجة إلى حماية الأسطول الفرنسي، ولذلك لجأت البرتغال إلى عقد تحالف مع إنجلترا من أجل حمايتها في مقابل الملح، وبموجب هذا التحالف كان لإنجلترا الحق في الإستيلاء على مناجم الملح في سال، الرأس الأخضر. وفي القرن السابع عشر قامت قوات البحرية الإنجليزية (المارينز) بعدة معارك حربية والإستيلاء على عدد كبير من سفن الملح الإسبانية التي كانت تُبحر في منطقة جزر جران تورتوجا (حاليًا هي جزء من فنزويلا). وفي عام 1684كانت منطقة برمودا مُستعمرة بريطانية وسُرعان ما استولوا على أسواق السمك هناك وبالتالي احتاجوا كميات من الملح لحفظه، ولكن منطقة برمودا كانت تفتقر إلى الملح نظرًا لمناخها البارد، الأمر الذي جعلهم يلجئون إلى جزر الباهاما (تُسمى في الجنوب مدينة الملح، جزر توركس)، هذه الجزر أصبحت مركزًا لصناعة الملح لصالح البوارج البريطانية. تُعتبر جزر جران تورتوجا من أبرز الجزر المنُتجة للملح.
كانت هناك ثلاث دول متنازعة على احتكار سوق الملح في أمريكا الشمالية هي:هولندا وإنجلترا وفرنسا. حيث سمح الهولنديون للمستَعمرين ببناء ملاحات قريبة من منطقة نيو أمستردام. وفي فترة الثورة الأمريكية حظيت بعض المنتجات الغذائية بشهرة كبيرة مثل لحم الخنزير المقدد المصنوع في فرجينيا (والذي يُطلق عليه في الولايات المتحدة الأمريكية اسم مدينة الهام).
لجأ المستعمرون الأمريكيون إلى حفظ الأطعمة التي جلبوها من بلادهم بالملح، وذلك تحسبًا لفترات نقص الملح الذي كان يؤثر على المنتجات المحلية من الطعام المملح. عندما بدأت موجة الاستقلال كان الملح عنصر ضغط بين البلاد على المستعمِرين. وبعد معركة بانكر هيل انقطعت نهائيًا إمدادات الملح الأمريكية. مما اضطر المستعمِرين إلى توفير احتياجاتهم من الملح عن طريق غلي مياه البحر. جزيرة كيب كود [الإنجليزية] كانت واحدة من أهم مراكز إنتاج الملح خلال الاستقلال الأمريكي. وبمرور الوقت تم اكتشاف مصادر ملح غاية في الأهمية مثل البحيرة المالحة الكبرى (كما يُطلق عليها بالإنجليزية Great Salt Lake أو بالإسبانية Gran Lago Salado'")، وتقع بالقرب من بونفيل شمال غرب يوتا، حيث تبلغ مساحتها 412 كم2 تقريبًا.
بموجب اتفاقية فرساي عام 1783 لم تهمل مسألة توزيع الملح في المستعمرات، جزء كبير من المراكز المُنتجة للملح كانت موالية لبريطانيا العظمى، مثل جزر توركس وكايكوس بالإضافة إلى مدينة الملح، جزر توركس وكايكوس وكيب كود، هذه المراكز كانت تُرسل إنتاجها من الملح إلى أوروبا بدلًا من المستعمرات الجديدة. وبهذه الطريقة بدأت أنحاء كثيرة من الولايات المتحدة إنتاج كميات كبيرة من الملح لتلبية الطلب المحلي المتزايد. ولكن بعد معركة نيو أورليانز أصبح للسكان المحليين الأولوية عن المستعمرين البريطانيين، بذلك أصبح لأول مرة للسكان نصيب من إنتاج الملح. وفي عام 1817 تم إنشاء قنال ايري بفضل الأموال التي تم تحصيلها من فرض الضرائب على الملح، حيث فتحت القناة وسيلة اتصال هامة بين المناطق القريبة من نيو يورك. وفي عام 1860 أصبح استهلاك الفرد للملح في الولايات المتحدة أكبر من أوروبا.

### أمريكا الوسطى والجنوبية
كان شعب الأزتيك يقيم احتفالاً دينياً يُسمى بكستوسيات، وفيه تحضر امرأة تعمل في صناعة الملح وتقوم بتقديم رقصة للآلهة. كان الأزتيك يحمون طُرق تجارة الملح بقوات عسكرية. وكان الإنكا أيضا من منتجي الملح، من خلال الآبار الموجودة في كوزكو. وكذلك قبيلة الموسكا (حاليًا تعيش بالقرب من بوغوتا)، كانت تحكم هذه المنطقة وعُرفوا بقدرتهم على الحصول على الملح من خلال تبخير رواسب الآبار المالحة.
قبل وصول الإسبان لأمريكا الجنوبية كانوا يستخرجون الملح من حوض الملح في المكسيك. وكان هناك تُجار مختصين بتجارة الملح يكرسون أنفسهم للانتقال من سوق إلى آخر حاملين أواني مليئة بالملح مصنوعة من الخزف.
وبعد الاستعمار الإسباني للأراضي الأمريكية استولوا علي جميع مراكز إنتاج الملح، (إرنان كورتيس أحد القادة القادم من إحدى المناطق القريبة من الملاحات الموجودة في إسبانيا والبرتغال كان يرى أن ذلك هو الصواب). ومن المعروف أن قبائل الناواتل (السكان الأصليون في أمريكا الشمالية وتحديدًا في وسط المكسيك) قد حافظوا على استقلالهم بعيدًا عن بطش إمبراطورية الأزتيك من خلال تقليل استهلاكهم للملح وبذلك تجنبوا فرض الضرائب التي كانت سوف تُفرض عليهم من قبل الأزتيك.

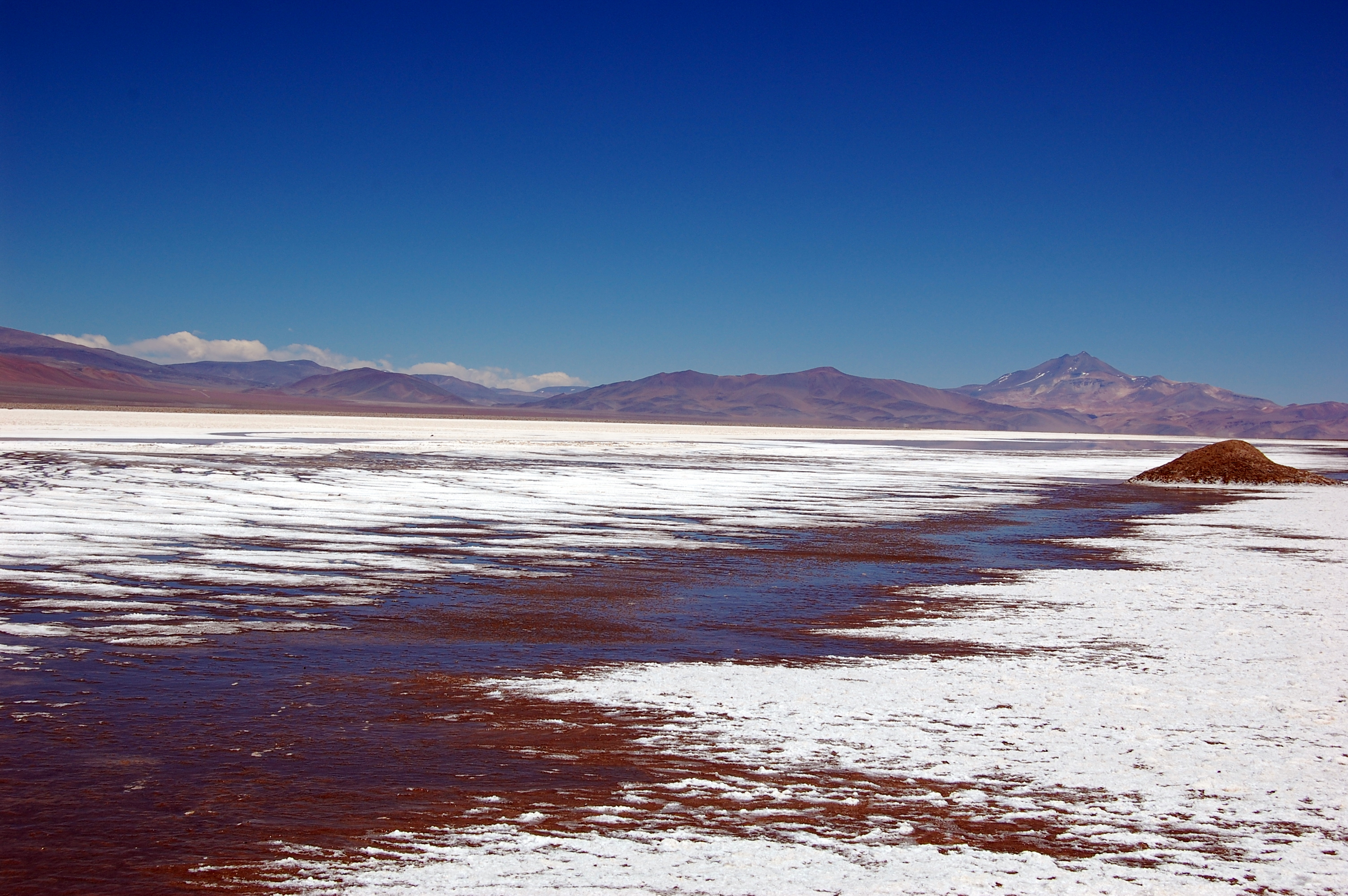
ملاحات صحراء أتاكاما في تشيلي في أمريكا الجنوبية

كان شعب المايا يستخدم الملح كدواء، وأصبح أيضًا مُرتبطًا بطقوسهم الدينية في أعياد الميلاد أو المراسم الجنائزية. كما أنشئ إرنان كورتيس في يوكاتان صناعات كبيرة من الملح، حيث عمل تبخير المياه البحرية منذ أكثر من 2000 عام، وتُعتبر منطقة بليز من أهم مراكز إنتاج الملح هناك. أو من خلال استخراج الملح من الملاحات الموجودة في منطقة التلال التسع (التي تقع الآن في غواتيمالا)، بالإضافة لاستخلاص ملح البوتاسيوم من بعض النباتات، كما هو الحال في غابات لاكندونا [الإنجليزية] في المكسيك التي كانت تستخلصه من أشجار النخيل وتستخدمه في تعاملاتهم مثل النقود. وبعد وصول الإسبان إلى هناك تغيرت استخدامات الملح، حيث كانوا شغوفين باستخراج المعادن، واستعمل الإسبان الملح في تنظيف الشوائب الموجودة في الفضة، وهذه العملية تحتاج لكميات كبيرة من الملح.
وفي فنزويلا أصبحت ملاحات ارايا [الإنجليزية] التي اكتشفها بدرو الونسو نينيو وكريستوفال جيررا [الإنجليزية] عام 1500 من أهم مناطق إنتاج الملح. ولكن تغير الحال منذ عام 1601 عندما عرف الإسبان أهمية الملاحات الموجودة بعد توغلات القوات الهولندية في شبه جزيرة باريا بهدف الاستيلاء عليها. ولكن بعد نشوب صراعات بين الطرفين الإسباني والهولندي، قررت إسبانيا عام 1622 إنشاء قلعة ارايا [الإنجليزية] من أجل الدفاع عن المنطقة. وفي عام 1648 تم توقيع معاهدة سلام بين الطرفين واستقرت عملية مرور البضائع في المنطقة. وفيما بعد أصبحت الملاحات تحت تصرف فنزويلا بدأ من عام 1872.

## تجارة سمك القد

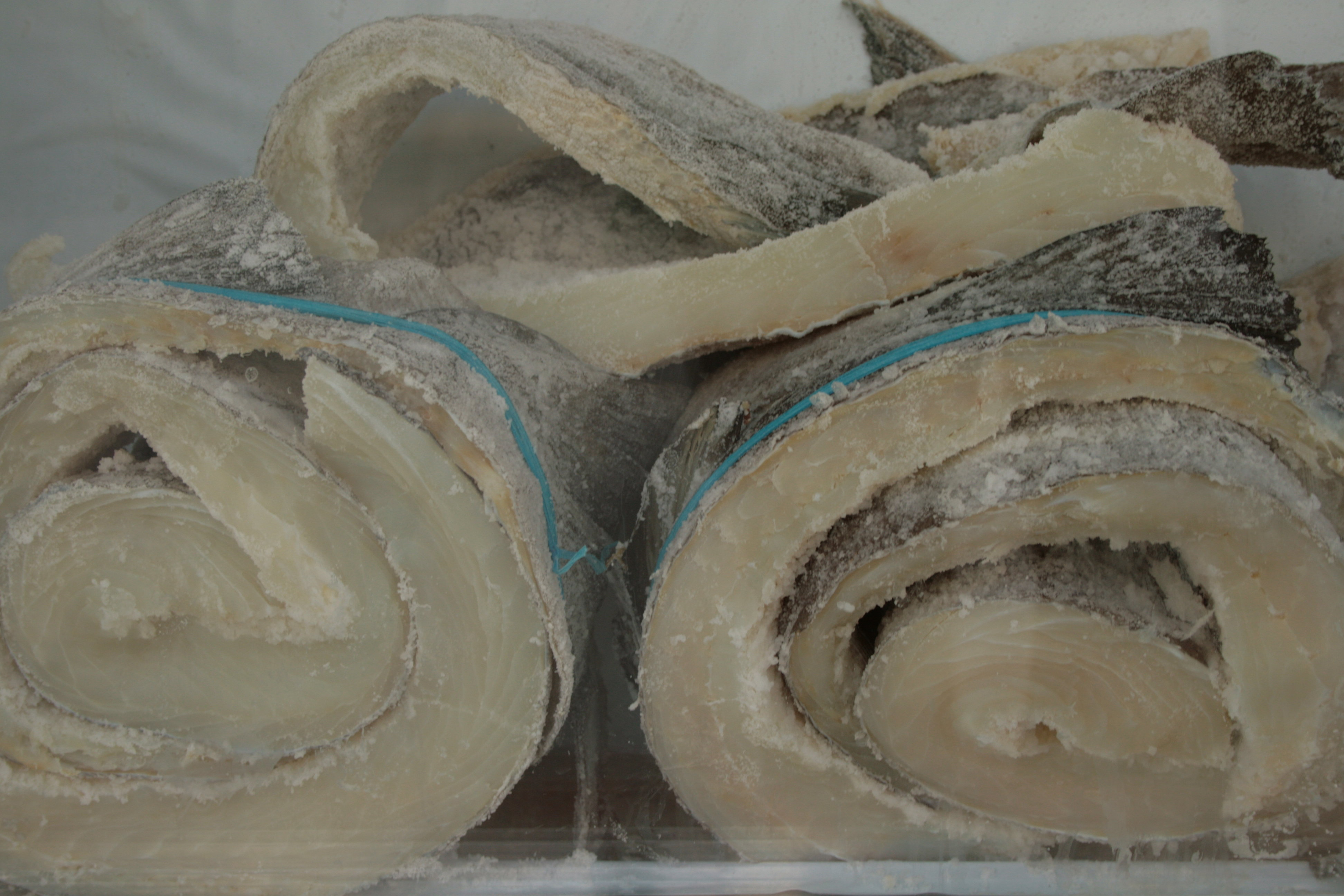
سمك القد المملح، يرتبط إنتاجه والتجارة فيه بإنتاج وتجارة الملح.

تحتل صناعة الأسماك المملحة، مثل سمك القد، مكانة هامة جداً في بعض البلدان الأوروبية خاصة في المجال الاقتصادي والطهي، مثل البرتغال وشمال إسبانيا وفرنسا والنرويج وفنلندا وسويسرا وغيرها. وعملية تمليح الأسماك تهدف إلى تكريس الصيد في موسم معين ومن ثَم توفيره في الأسواق طوال العام، بالإضافة لإمكانية بيعه في المناطق البعيدة عن مناطق الصيد. يُعد إقليم كاتالونيا من أكثر المناطق ٌاهتماماً بتصنيع سمك القد، فبعد سيطرتهم على مدينة نابولي عام 1443 عُرف هذا النوع من الأسماك في إيطاليا.
ولكن بداية ظهور صناعة الأسماك المملحة ظهرت أولاً في المدن الساحلية في شمال أوروبا. على الرغم من أن هذه المناطق تُنتج كميات كبيرة من السمك ولكنها تعاني من عدم وفرة الملح مما جعلهم يلجئون إلى عملية التبادل التجاري من أجل توفيره. وبهذه الطريقة بدأ تجار الفايكنج وبلاد البلطيق في التجارة مع بلاد أوروبية مثل فرنسا وشمال إسبانيا بهدف الحصول على الكميات الكافية من الملح لصناعة سمك القد المملح. وترتب على هذه التجارة زيادة إنتاج الملح في ملاحات غرانتيه في فرنسا خلال حقبة العصور الوسطى، وخاصة إنتاج الملح البحري (مركب مميز من أنواع الملح البحري مثل كلوريد الصوديوم والبوتاسيوم والمغنسيوم). أما بالنسبة لإقليم الباسك فكانت السفن تخرج من موانيه محملة بالملح وتعود إليه بكميات كبيرة من سمك القد. وانضم إقليم الباسك لسوق تجارة الملح في الفترة ما بين القرنين العاشر والحادي عشر. والكثير من السواحل الأوروبية بدأت في تجارة سمك القد المملح مثل كورونيا في إسبانيا، بورتو ولشبونة في البرتغال ولا روشيل في فرنسا.
هناك بعض المناطق التي تعتبر سمك القد المملح من الأكلات الوطنية، كما هو الحال في البرتغال حيث يتم صناعته اعتماداً على الملح المُستخرج من ملاحات سيتوبال. ومن جهة أخرى هناك بعض المناطق لم تستطع تمليح سمك القد لعدم قدرتها على الحصول على الملح الأبيض. ونتيجة لذلك تم تصنيع بعض وصفات الطهي في العصور الوسطى من أجل الحصول على الملح مثل كتاب الطهي موناجور [الإنجليزية] الصادر في فرنسا. وفي إنجلترا بعد انتصارها على فرنسا في المعركة البحرية في القرن السابع عشر، استطاعت أن تصل بأسطولها حتى أحواض سمك القد في أمريكا الشمالية (تقع بالقرب من جزيرة كيب بريتون. ونتج عن ذلك زيادة الطلب على الملح في إنجلترا من أجل حفظ سمك القد الذي جلبوه من المحيط الأطلسي.

## سمك الرنجة والرابطة الهانزِية

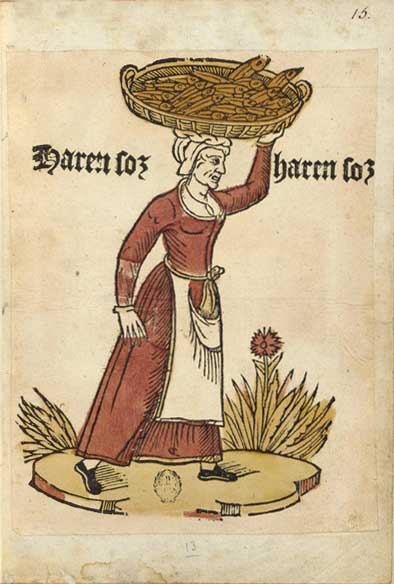
صورة لسيدة تحمل فوق رأسها سلة مليئة بسمك الرنجة المملحة.

سمك الرنجة هو نوع آخر من الأسماك المملحة، الذي يُحضر بطُرق مختلفة وهو نوع مشهور جدًا في شمال أوروبا. ظهر سمك الرنجة منذ زمن العصور الوسطى وأيضًا يمكن أن نجِده في الكثير من الأسواق الآن. ففي فرنسا نجد هناك محلات خاصة لبيعه، وكذلك في هولندا وألمانيا الشمالية والسويد وغيرها. وسمك الرنجة موجود بكثرة في بلدان شمال أوروبا، وعلى العكس نجده قليل في مُدن البحر المتوسط. تعتبر جزيرة نيوزيلندا (تقع في جنوب هولندا) من أهم مراكز إنتاج الملح في أوروبا. ولكن بسبب قلة سطوع الشمس هناك يتم إجراء المراحل الأخيرة من تبخير المياه البحرية باستخدام النيران وتسخين الرواسب الملحية حتى يصل لونها إلى اللون الأسود (أحيانًا تكون مختلطة بجزيئات لونها أبيض) ويتم استخدامها في عملية تمليح سمك الرنجة. وهذه هي نفس الطريقة المُتبعة في فترة العصور الوسطى في جزيرة لواسو [الإنجليزية] (في الدنمارك) للحصول على الملح من خليج كاتيغات، الذي يقع بين الدنمارك والسويد. ومن المعروف أيضًا أن روسيا كانت تستمد إنتاجها الملحي من مدينة مورمانسك. وجميع هذه المناطق كانت تستخدم الملح لصناعه سمك السلمون المملح.
جدير بالذكر الإشارة إلى الكاتب ورسام الخرائط السويدي اولاس ماجني جوس [الإنجليزية] الذي كان شاهدًا على العمليات والتقنيات المُستخدمة لاستخراج الملح في هذه البلدان خلال القرن السابع عشر. حيث يصف لنا كيفية استخراج الملح من المياه البحرية ومن ثَم نقله في حاويات أو براميل ضخمة مصنوعة من جذوع الأشجار الخاوية، هذه العملية نتج عنها تدمير العديد من الغابات في شمال أوروبا، كما كانوا يقومون بحرق جذوع الشجر واستخدامها في تسخين المياه حتى الغليان والتبخر الكامل، حيث كان يُستهلك الكثير من خشب الأشجار للحصول على كمية قليلة من الملح.
ونظرًا لأن صناعة الرنجة المقددة في هذه المناطق كانت تستهلك كميات كبيرة من الملح ارتفعت أسعار الملح، واضطر الناس إلى البحث عن طريقة للتمليح باستخدام كميات أقل من الملح، ومن هنا ظهر السلمون المدخن والمخلل أيضًا. حيث وصف بعض الكُتاب تفصيليًا طريقة لتمليح السمك بكميات قليلة من الملح، مثل الكاتب سيمون سميث الذي أشار إلى صناعة وتخزين السمك في محلول من الملح والماء في حاويات كبيرة (البراميل).
ولكن الرابطة الهانزية عملت على تنظيم هذه العملية عن طريق نقل الكميات المطلوبة من الملح من المناطق الجنوبية إلى مناطق صيد أسماك الرنجة (عبر طريق الملح القديم، إلى جانب توفير براميل عالية الجودة وبإسعار رخيصة نسيبًا. قامت الرابطة بتوقيع إتفاقيات تجارية حصرية مع مناطق مُنتجة للملح مثل سيتوبال (في البرتغال) وغرانتيه (في فرنسا)، بل واستطاعت أيضًا نقل ما يقرب من 200 سفينة تجارية محملة بالملح. ومن جهة أخرى قامت المراكز القائمة على صناعة سمك الرنجة (التي تقع في شمال أوروبا) مثل فستربو وسكانور (تقع في جنوب السويد) من بناء مخازن كبيرة في العديد من السواحل لتخزين الملح ولضمان توزيعه في هذه الصناعة. ونتيجه لكفاءة رابطة الهانز أدى ذلك إلى أن الرنجة أصبحت أكثر شعبية وبإسعار منخفضة وفي متناول الطبقات الفقيرة في المجتمع. ومن الإنجازات الأخرى لهذه الرابطة استخراج الملح من جبل دورنبرج وبذلك وصل الملح إلى منطقة لونبيرغ، وكان ذلك بفضل نظام القنوات التي وضعتها ألمانيا. وفي عام 1630 دخلت الدنمارك في صراع مع الرابطة الهانزية من أجل السيطرة على سوق الأسماك المملحة والرنجة. جدير بالذكر أن الرابطة الهانزية كانت تسيطر على سوق الرنجة المملحة منذ بداية القرن الخامس عشر تقريبًا، حتى أصبحت تُهدد اقتصاد بعض المناطق الأخرى.

## الملح في العصر الحديث والوقت الحاضر

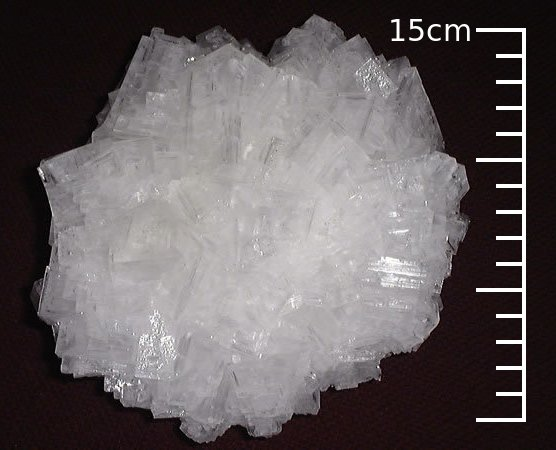
بلورات من الملح المُتشكلة طبيعيًا

في مطلع القرن التاسع عشر اكتشف العلماء التركيب الكيميائي الحقيقي للملح ألا وهو (كلوريد الصوديوم). حيث اكتشف الكيميائي الإنجليزي سير همفري ديفي في الفترة ما بين عام 1806 و1808 عُنصرا الصوديوم والبوتاسيوم من بين عناصر كيميائية أخرى، وبعد فترة، في عام 1810، اكتشف أيضًا عنصر الكلور من عنصر الليثيوم عن طريق التحليل الكهربائي. وذلك بالإضافة لاكتشاف العالم الألماني جلوبر عام 1715 الذي توَصل لتطوير ملح ابسوم أو المعروف بـالملح الإنكليزي. وخلال هذه الفترة توصل الكيميائيون إلى أن مُسمى الملح يشمل عدة مواد أخرى بما في ذلك عنصر الملح. وفي بداية القرن الثامن عشر شرع العالم الفرنسي فرانسوا جيوم في كتابة تعريف للملح بكونه عنصر كميائي ناتج من تفاعل القلويات والحمضيات (حمض+قاعدي >> مياه مالحة).

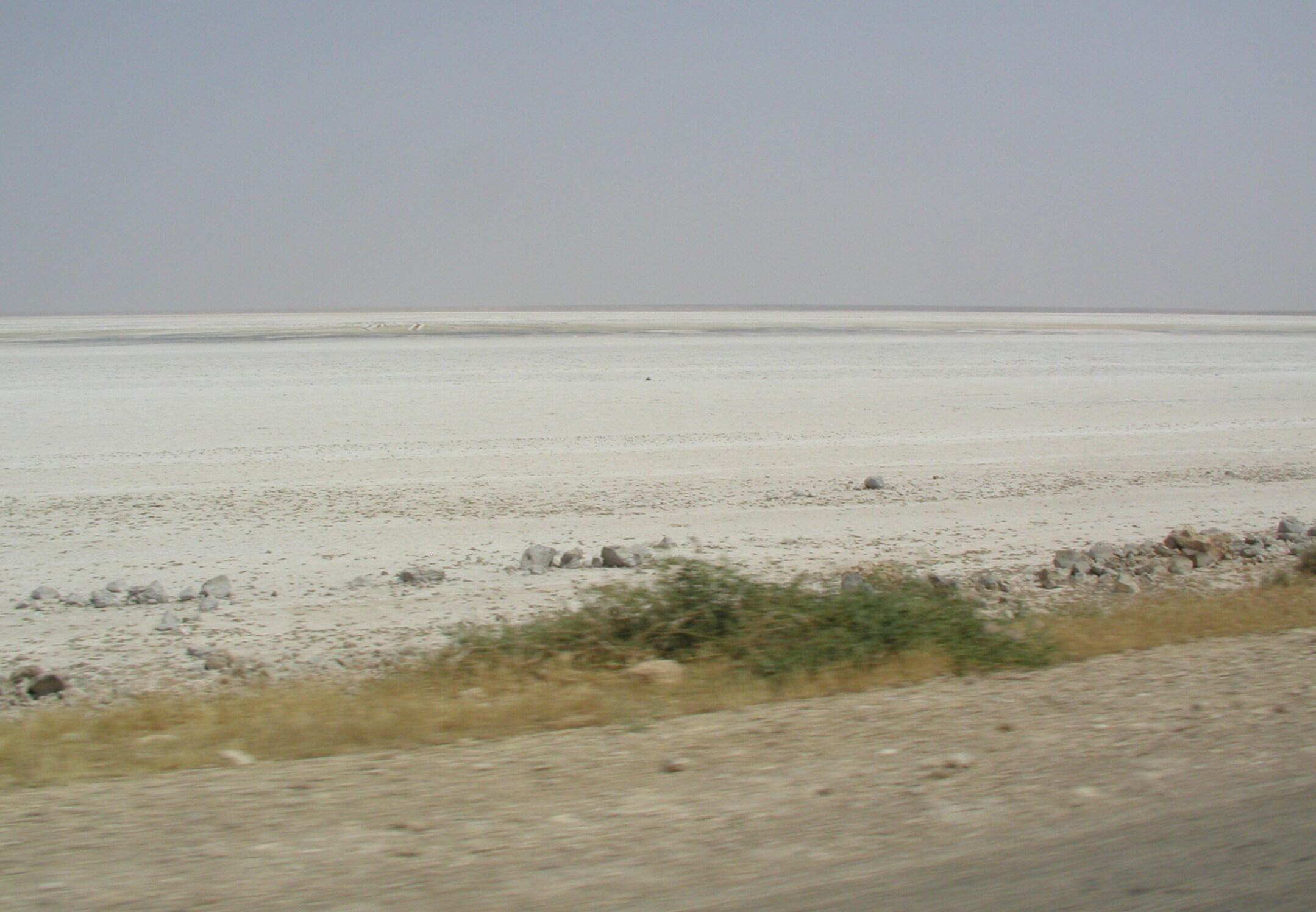
رواسب ملحية على قعر سبخة الجبول قرب حلب، أحد مصادر الملح الرئيسية لمنطقة حلب

بعد اكتشاف نيكولاس ابير، الطباخ والحلواني الفرنسي، طريقته الجديدة لحفظ الأغذية، قام نابليون بونابرت عام 1803 بتطبيق هذه الطريقة على بعض أنواع الحساء المصنوع من اللحوم والخضروات التي يتم تحضيرها للجنود الفرنسية في حملاته (كانت تشمل كمية كبيرة من الملح أكثر من 60%). وبعد نجاح طريقة ابير، قام رجل الأعمال الإنجليزي بريان دونكن بتجربة فكرة الطعام المُعلب، وفي عام 1830 تم لأول مرة تصنيع السردين المُعلب في أحد المصانع التي تقع في ميناء تربل في فرنسا. في عام 1826 ظهر استخدام آخر للملح في مجال التصوير الفوتوغرافي، حيث قام الفيزيائي والمُخترِع الفرنسي نسيفور نيبس مُستلهمًا من تجارب العالم وهان هاينريش شولتز، بعمل أول صورة فوتوغرافية موضوعة في محلول ملحي، ومن هنا توصل فيما بعد إلى فكرة الألواح الفضية الموجودة الداجيرية وفي آلة التصوير الحديثة.

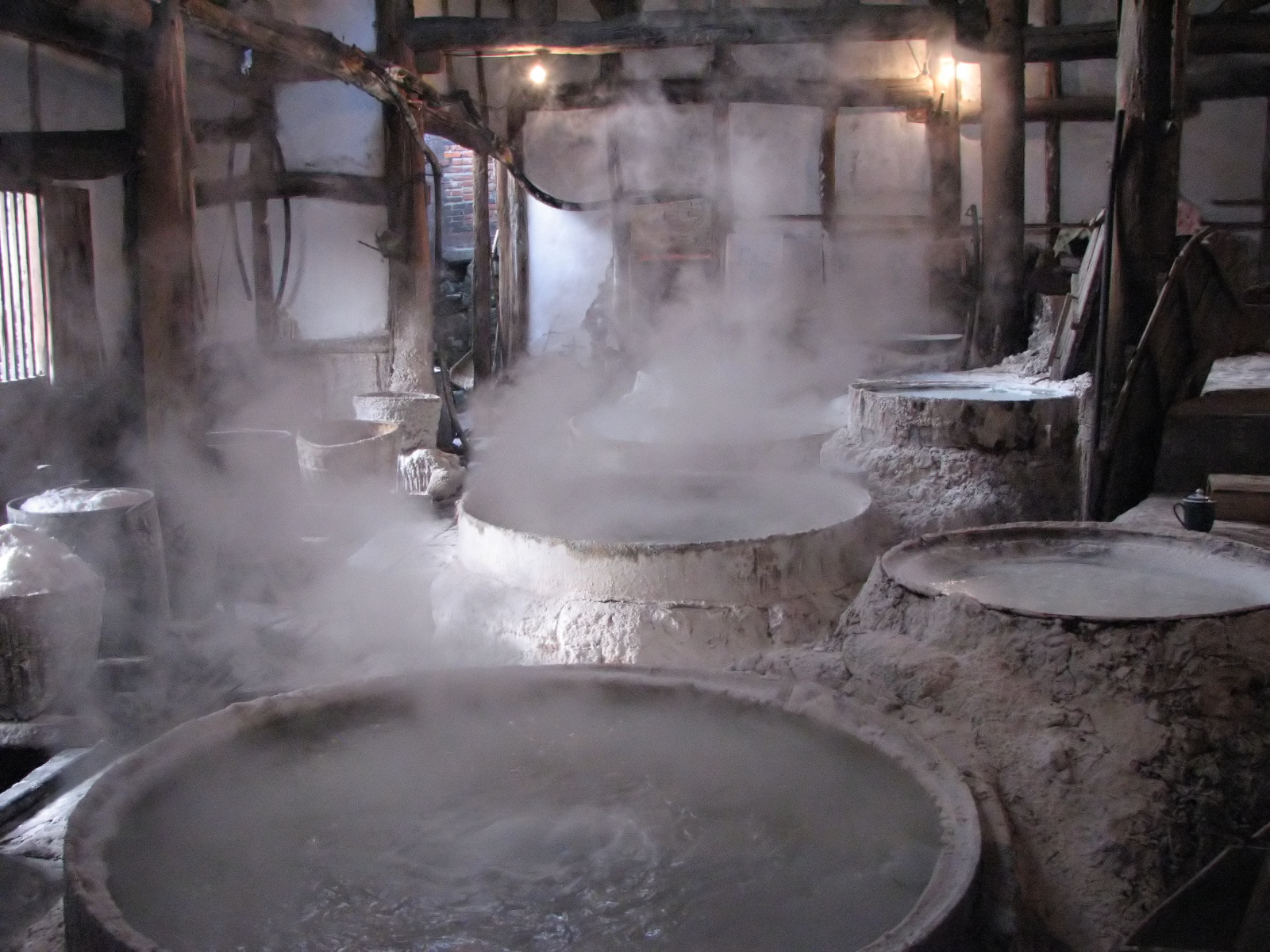
الطريقة القديمة لتحويل مياه البحر إلى الملح عن طريق الغلي، في الصين

ساعدت الثورة الصناعية في أوروبا على ظهور طُرق جديدة لإنتاج الملح وكذلك الحال بالنسبة للأغذية المحفوظة. على سبيل المثال ظهرت في بدايات القرن التاسع عشر فِكرة الأطعمة المُجمدة وبمرور الوقت تطورت الاختراعات التي نتج عنها أداء أفضل. وكان العالم بيردسي كلارنس هو أول من قام بتنفيذ فكرة تجميد الطعام بهدف الحفاظ عليه لمدة طويلة وكان ذلك عام 1925، وبفضل ذلك انخفض سعر الملح في الولايات المتحدة وبريطانيا. وفي عام 1928 تم بيع كميات كبيرة من منتجات الأطعمة المُجمدة والتي كانت تُحفظ من قبل بواسطة الملح. هذا الاتجاه الجديد في حفظ الطعام جعل سعر الملح ينخفض وكذلك استخدامه في الصناعة وكونه من السلع الاقتصادية. وفي مطلع القرن العشرين أصبح من الممكن نقل الأسماك لأماكن بعيدة عن الساحل ومناطق الصيد دون الحاجة لحفظها بالملح.
نتيجة للتقدم الذي حدث للصناعات الغذائية والذي أدى إلى تراجع الطلب العالمي على الملح، شمل ذلك التقدم أيضًا طُرق صناعة الملح. وفي مطلع القرن العشرين ظهرت أجهزة التبخير التي تعمل على تحسين إنتاج الملح، وبالتالي الحصول على مُنتج عالي الجودة، وإستُخدمت هذه الطريقة بشكل متزايد في فترة العشرينيات، وأصبحت الآن الطريقة الوحيدة المُتبعة، أما الطريقة التقليدية فلا تجدها إلا في المناطق الساحلية والمُشمسة فقط. وبمرور الوقت صارت آلات التبخير أكثر حداثة وذات كفاءة عالية مقارنةً بالطُرق التقليدية.
مما لا شك فيه أن عملية نقل الملح دائمًاً كانت تجارة مُربحة، لذلك ظهرت عام 1848 شركة متعددة الجنسيات تُسمى مورتون كو (Morton Co) لصناعة ونقل الملح نسبة لصاحبها وهو شاب يُدعي جوي مورتون (Joy Morton). وفي عام 1911 تم إستحداث طريقة وضع كربونات المغنسيوم (MgCO3) على الملح للإبقاء على حبيباته غير متكتلة وذلك لتسهيل استخدامها، وفيما بعد استُبدلت كربونات المغنسيوم بسليكات الكالسيوم. شركه مورتون المُتحده [الإنجليزية] كانت أول شركة تستخدم الملح المُعالج باليود في مُنتجاتها عام 1924، وكذلك كانت من أوائل الشركات التي أعلت في حملاتها الإعلانية توفير الملح المفتت. وتُعتبر شركة مورتون المتحدة الآن من أكبر الشركات الموزعة للملح في العالم.

الزعيم الهندي غاندي خلال مسيرة الملح التي كانت سبباً في جلاء الأستعمار البريطاني عن الهند

أدت الضرائب التي فرضتها بريطانيا على سكان مستعمراتها في الهند إلى قيام احتجاج الهنود عام 1930 المعروف بـمسيرة الملح بزعامة المناضل والزعيم الهندي مهاتير غاندي والتي نتج عنها استقلال الهند في النهاية. بدأت الاحتجاجات في مدينة صغيرة تُسمى داندي اعتراضًا على الضرائب المفروضة على الملح. وبعد عام من مسيرة الملح انتهي هذا التمرد بعد توصل غاندي إلى معاهده غاندي_إيروين، ومنذ ذلك الوقت تم بيع الملح بالسعر المعروف محليًا وقامت الحكومة المستقلة بتولي مهمة توزيعه على الجمعيات التعاونية الصغيرة. وفي الوقت الحاضر يُوجد أكبر مركز لإنتاج الملح في الهند في مدينه غوجارات، بالإضافة إلى صحراء طهار.
في مطلع القرن الحادى والعشرين اتجهت بعض الدول إلى إقرار بعض النُظم الغذائية التي تُوصي بإستهلاك الفرد اليومي لحوالي 6 جرامات من الملح، وبالطبع يمكن في هذا النظام المُتبع تجاوز الكمية المفروضة فيه. حيث اتجهت غالبية الناس لتقليل استهلاكهم من الملح بعد معرفة أضراره بالصحة لذلك يجب التقليل من تناوله وأدى ذلك إلى انخفاض الطلب على الملح، ليس فقط الملح الخام ولكن شمل ذلك أيضًا باقي المنتجات المملحة. ومن جهة أخرى بعد اكتشاف أضرار الملح على الصحة قامت بعض الدول بإطلاق حملات توعية للمواطنين من أجل خفض استهلاكهم اليومي من الملح مما يزيد من متوسط أعمارهم بحوالي 1-8 أشهر بالنسب للرجال و1-4 أشهر بالنسبة للنساء. في الوقت الحاضر هناك بعض الوصفات التقليدية التي كانت تقوم في الأصل علي عملية التمليح أصبحت بالكاد يُستعمل فيها الملح كما هو الحال في لحم الخنزير أو الباكون، وحل محلها آلات التبريد الصناعية، ولكن هذا الاتجاه أثر على منتجات سمك القد المملح والأنشوفة.

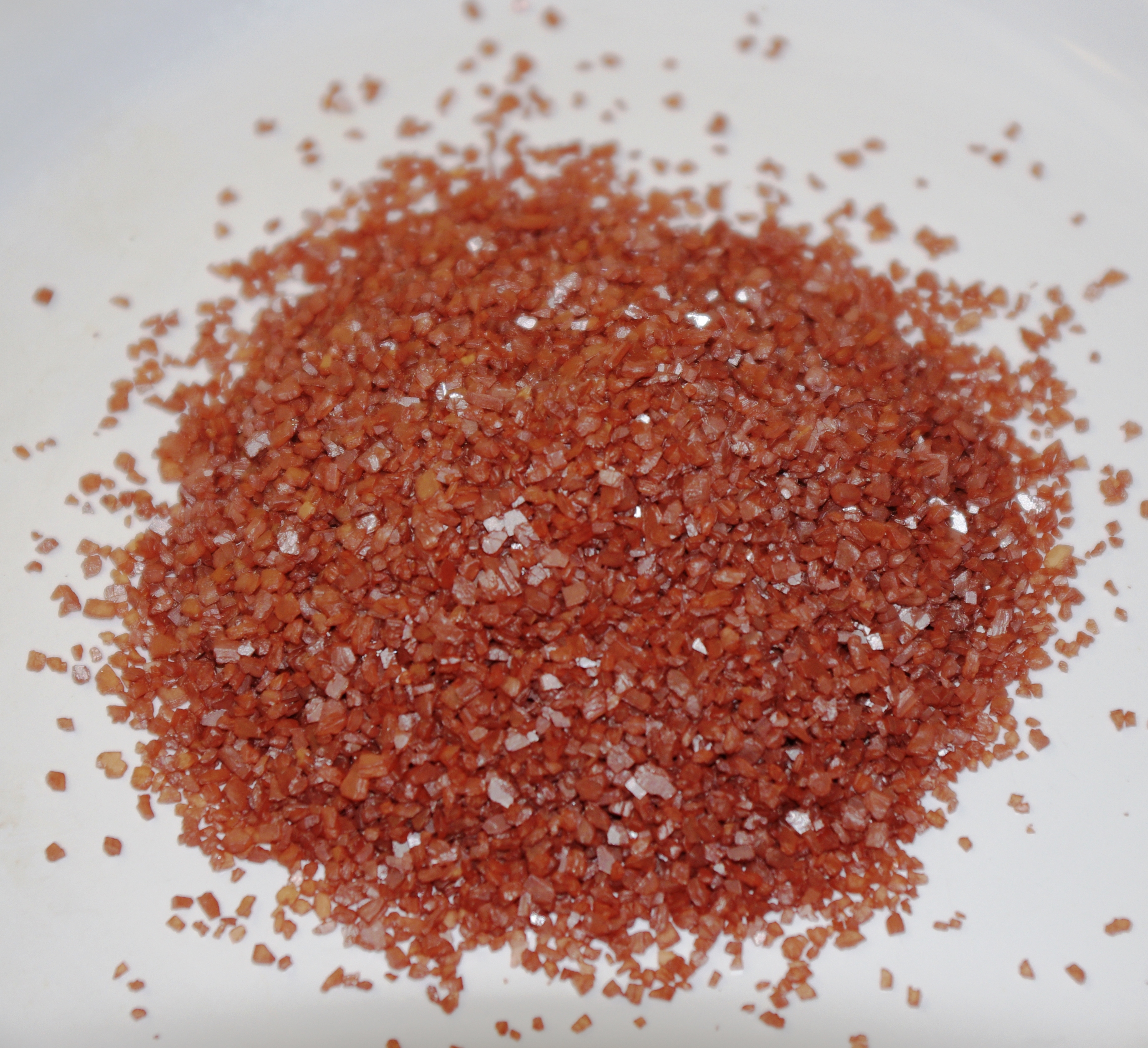
ملح الأيا

كان الناس قديماً في الثقافات الماضية وخلال عدة قرون يُفضلون الملح الأبيض الشفاف أو المعروف بـ (الملح المُكرر) على الأنواع الأخرى داكنة اللون وكانوا يدفعون الكثير من المال من أجل الحصول عليه. أما الآن فقد اختلف هذا المنظور بل بالعكس، أصبح الناس يبحثون عن الأنواع الداكنة أو المخلوطة بتوابل أخرى، مثل ملح ألايا الأيا [الإنجليزية] الموجود في جزر هاواي، وهو نوع من أنواع الملح أحمر اللون (بسبب رواسب الطين البركاني التي تحتوي على عنصر اكسيد الحديد الطبيعي الذي يُستخلص منه). ومن العجيب أن هذا النوع من الملح كان المستعمرين يرفضون استخدامه قديمًا، أما الآن فأصبح غالي الثمن ويُستخدم فقط في المطابخ الراقية. وفي القرن العشرين انخفض سعر الملح واليوم أصبح سعره في متناول الجميع، وعلى الرغم من ذلك ستظل أهميته لدى الإنسان في الطعام والصناعة. في الآونة الأخيرة زاد استخدام الملح في مجال الصناعة خاصةً بعد ظهور استعمالات أخرى له مثل مُفاعل الملح المُنصهر أو كما يٌطلق عليه (MSR) أو (بالإنجليزية: Molten salt reactor)، حيث يتم استخدام الملح المُنصهر في عملية التبريد. ومن جهة أخرى لا زالت بعض الدول مُستمرة في عمليات استخراج الملح لكونه مركب زهيد الثمن من أجل الحصول على عنصري الكلور والصوديوم.